# Speed dating
Speed dating (спид-дейтинг, с англ. — «быстрые свидания») — формат вечеринок мини-свиданий, организованных с целью познакомить людей друг с другом.

## Организация
Участников, как правило, подбирают по равноценным социальным группам. Некоторые организаторы вводят возрастные ограничения. На классической спид-дейтинг-вечеринке каждый участник будет иметь 10–15 встреч наедине с представителями противоположного пола. Девушки размещаются за столиками с номерами. Мужчины через каждые 3–7 минут последовательно пересаживаются от одной девушки к другой. После каждой встречи гости отмечают свои впечатления о собеседнике в «карте симпатий» или напрямую обмениваются контактами. Далее организаторы сравнивают «карты симпатий», и, в случае совпадения «+», рассылают контакты участникам.

## Появление и распространение
Формат «speed dating» был придуман в 1998 году раввином Яковом Дево из Лос-Анджелеса, чтобы помочь людям, желающим вступить в брак, найти друг друга. Первая вечеринка мини-свиданий прошла в Беверли Хиллз в конце 1998 года в «Pete’s Café». Очень быстро спид-дейтинг распространился по всему миру как революционный способ знакомств для успешных, но загруженных работой одиноких профессионалов. В Лондоне вечеринки проходят с аншлагом, попасть в зону speed dating без предварительной регистрации практически невозможно. В США вечеринки мини-свиданий превратились в модную тенденцию, их посещают известные личности, показывают в кино: от «Секса в большом городе» и «Правила съёма: Метод Хитча» до «Симпсонов».

## Вариации
В 2012 году появилась некая разновидность спид-дейтинга, называемая «online speed dating». Её отличие заключается в том, что свидания проходят через Skype, либо видеочат с использованием видеокамеры и микрофона в любом удобном для общения месте, где есть интернет. В остальном правила прежние.
Такая форма знакомств в наше время[когда?] приобрела уже высокую популярность. В эпоху высоких технологий люди много времени проводят в Сети. Популярные раньше виды знакомств постепенно вытесняются. Люди все больше общаются в сети, но это редко приводит к близким отношениям. Можно долго общаться онлайн, так никогда и не увидев собеседника.